# Lhotse
Lhotse  (U Nepalu službeno ल्होत्से, u Kini službeno Lhozê; Tibetanski na Wylie transliteraciji: lho rtse; Kineski: 洛子峰, Pinyin: Luòzǐ Fēng) je planina na granici Nepala i Kine. S 8516 m, četvrta najviša planina na svijetu iza Mount Everesta, K2 i Kangchenjunge.

## Opis
Sastoji se od tri vrhunca te je direktno povezana s Mount Everestom preko visokog hrbata South Col. Dva niža vrhunca nazivaju se Lhotse Mig (8414 m) i Lhotse Shar (8383 m). U indijskoj kartografiji Lhotse je nazvan oznakom E1, radi pomanjkanja službenog imena na tibetanskom i nepalskom jeziku. Kolovoza 1921., Howard Bury, nakon što je pronašao lokalno ime za planinu predložio je naziv Lhotse, što se s tibetanskog prevodi kao "južni vrh", jer se nalazi južno od Mount Everesta.

## Usponi
Prvi pokušaj uspona poduzela je međunarodna ekspedicija 1955., dok su prvi uspješan uspon postigli Fritz Luchsinger i Ernest Reiss 18. svibnja 1956., kao članovi švicarske ekspedicije predvođene Albertom Egglerom. 1965. japanska ekspedicija pokušava uspon na Lhotse Shar, ali odustaje na 8100 m. Na taj vrh uspješno se uspinju 1979. Austrijanci Zepp Maierl i Rolf Walter. 1986. vrhunac osvaja Reinhold Messner, dok je 1996. Chantal Mauduit prva žena na vrhu Lhotsea. 2001. Lhotse Mig osvaja ruska ekspedicija. 1989. na Lhotseu poginuo je čuveni poljski alpinist Jerzy Kukuczka.

## Galerija
- Lhotse i Mount Everest u pozadini.
- Južna strana, pogled s Chukhung Ri.
- Panoramska snimka Everesta i Nuptsea, Lhotse nije vidljiv, skriva ga Nutpse.
- Južna strana.

## Vanjske poveznice
- Lhotse - peakware.com   Arhivirana inačica izvorne stranice od 2. siječnja 2010. (Wayback Machine)
- Lhotse - 8000ers.com